# Mariaba
Mariaba is een geslacht van vlinders van de familie spanners (Geometridae), uit de onderfamilie Larentiinae.

## Soorten
- M. convoluta Walker, 1866
- M. semifascia Warren, 1903